# 아리마 도요우지
아리마 도요우지(일본어: 有馬豊氏 ありま とようじ[*], 에이로쿠 12년 음력 5월 3일(1569년 5월 18일) ~ 간에이 19년 윤9월 29일(1642년 11월 21일))는 아즈치모모야마 시대부터 에도 시대 전기까지의 무장, 다이묘이다. 셋쓰 산다성 영주와 단바 후쿠치야마번주를 겸했고 후에 지쿠고 구루메번 초대 번주를 지냈다. 구루메번 아리마가 제2대 당주.

## 생애
에이로쿠 12년(1569년), 셋쓰 아리마씨 일족 아리마 노리요리의 차남으로 하리마 미키의 미쓰다성(三津田城)에서 탄생했다. 셋쓰 아리마씨는 아카마쓰씨의 서류로 아리마 아카마쓰가(有馬赤松家)라고도 하며, 무로마치 시대에 셋쓰국 아리마군을 본거지로 하여 아리마를 성으로 한 일족이다. 유타카씨의 집안은 이 셋쓰 아리마씨의 일족으로, 조부인 아리마 시게노리가 미키에 진출했다. 또한 시게노리의 정실은 무로마치 막부 관령의 호소카와 교조 가문 출신으로, 유타카씨는 호소카와 스미모토의 손자 취급을 받는 명문의 혈통이다.
도요씨(豊氏)는, 소장으로부터 아버지를 따라 각지를 전전했지만, 아리마 가문에는 형으로 차기 당주·노리씨가 있었으므로, 매사위격인 다이묘·와타세 시게노리를 섬겨, 가로(家老)를 맡았다. 덴쇼 20년(1592년) 도요토미씨의 조선 출병 시에는 200명 병력을 이끌고 나고야성에 참전했다.
임진왜란 4년(1595년), 와타세 시게노리가 히데쓰구 사건에 연좌되어 개역된 후 할복당하자 도요토미 히데요시의 명으로 그 소령과 가신을 모두 이어받아 도노에 요코스카 3만 석의 다이묘로 히데요시를 섬기게 되었다.

### 도쿠가와 시대
히데요시 사후에는 아버지 노리요리와 함께 도쿠가와 이에야스에게 접근하였고, 게이초 4년(1599년) 정월(正月)에는 이에야스의 명으로 요도성을 수비하였다. 도쿠가와 가문의 가수로 대접받아 게이초 5년(1600년) 6월에는 이에야스의 양녀 렌히메(連姫)를 아내로 삼았다.
동년 9월의 세키가하라 전투에서는 동군에 가담해, 미노 기후성 공세나 세키가하라 본전에서 뒤를 대비했다. 아리마 부자의 공적에 대해 같은 해 12월, 이에야스는 아버지 노리요리에게 아리마 가문의 발상지인 아리마군 미타 2만 석의 지행을 허락하고, 도요씨를 산인(山陰) 단바 후쿠치산 6만 석에 가증한 후 전봉시켰다. 직후 게이초 7년(1602년)에 아버지가 사망하자 그의 유령인 미타 2만 석도 계승해 8만 석의 다이묘가 되었다. 유타카씨는 초대 후쿠치야마번주로서 후쿠치야마(福知山)의 마을을 쌓아 올린 것으로 알려졌다.
게이초 19년(1614년)부터의 오사카 전투(大坂の役)에서도 도쿠가와 가타(徳川方)으로서 참전하여 공을 세웠다.
겐나 6년(1620년) 12월 8일, 지쿠고 구루메에 21만 석에 가증 전봉되어 구니모치(国持ち) 다이묘가 되었다. 겐나 7년(1621년) 3월 18일, 구루메에 입부했다. 전 번주 다나카씨의 통치 시에 지성의 하나인 구루메성은 근세 일본 대명 통제책(일국일성령, 一国一城令)에 의해 파괴되었고, 유타카씨는 구루메성의 수축과 성시 정비를 진행하면서 영국 경영(일본어: 領国経営)을 개시했다. 구루메성 수축 시에는 에노키즈성, 후쿠시마성 등 폐성 자재가 사용되었다. 또한 같은 해에는 단바후쿠치산(丹波福知山)의 즈이간지(瑞岩寺)를 구루메로 옮기고 바이린지(梅林寺)를 건립했다.
간에이 14년(1637년) 11월에 시마바라의 난(島原の乱)이 발발하자, 유타카씨는 당시 에도에 있었고, 노령이었지만 스스로 시마바라까지 출진했다. 시마바라의 난에서는 구루메번에서 6,300명이 출전하여 전사자 173명, 부상자 1,412명이 발생하였다.
간에이 19년(1642년) 윤9월 29일, 74세로 순절했다. 뒤를 장남 다다요리가 이었다. 도요씨 사후 근시 2명이 순사(殉死)하였고, 후에 도요씨 묘소 옆에 묻혔다. 메이지 10년에 시노야마 신사(篠山神社)가 창건되자, 유타카씨도 모셔졌다.

## 인물, 일화
다도(茶道)를 즐기는 문화인으로 리큐(利休) 나나아키라(七哲)의 한 사람으로 꼽히기도 한다.
젊은 시절부터 깊이 선에 귀의하여 한편 유학을 배웠다고 한다. 검소한 일화가 남아 있다고 한다.
혼간지(本願寺)의 동서 분열에 대해서, 동서 양파(両派)의 어느 쪽에 붙을지는 문도의 자유로 하고 있었지만, 만년의 간에이 14년(1637년), 히가시혼간지파(東本願寺派)의 배척으로 돌아섰다. 이는 막부 유력자로부터 번내 문도의 히가시혼간지 귀속이 요청되었을 때 번정에 대한 개입으로 보고 강력히 반발한 것으로 알려졌다. 또한 2대 번주 다다요리는 반대로 니시혼간지(西本願寺)를 배척하고 있다.
유타카씨는 축성·토목에 대해 잘 알고 있었다고 여겨지며 게이초 11년에는 에도성 혼마루(本丸)의 건축, 게이초 12년(1607년)에는 슨푸성의 건축, 게이초 16년(1611년)에는 금리의 조영(禁裏の造営), 겐나 4년(1618년)에는 오사카성의 수장공사를 했다. 한편 이들은 번 재정을 압박했다. 구루메 입부 후도, 성과 시로시타초(城下町)의 건설에 가세해, 시마바라의 난의 부담이 겹쳐, 아래와 같은 증징을 도모하는 한편, 영민(領民)의 인심 장악에 부심하고 있다.
구루메번에서는 증징을 위해, 연공 징수의 기준으로서 배령고의 1.5배에 해당하는 32만 석을 '내검고'로서 설정했다.같은 정책을 요코스카(横綱)나 후쿠치야마(福知山)에서도 실시했으며, '현대 번고(玄番高)'라고 혹평받았다고 한다.
사위 가로(家老)에서 21만 석의 다이묘까지 약진한 도요씨였지만, 동시에 다양한 가신을 가진 가신단(家臣団)을 갖게 되었다. 와타세 가문으로부터 계승한 「요코스카중」, 아버지 미타번으로부터 계승한 「우메바야시 코미다이중」, 유타카씨가 후쿠치야마에서 차지한 '단바중'(丹波衆), 그리고 구루미(留米)로 새롭게 차지한 가신 등이다. 이러한 파벌은 후년에 이르기까지 구루메번의 정쟁에 영향을 미치게 되었다.

## 같이 보기
- 아오이 도쿠가와 삼대
- 지쿠고강

| 전임 아리마 노리요리 | 제2대 후쿠치야마번 산다령 영주 (셋쓰 아리마가) 1602년 ~ 1620년 | 후임 막부령(마쓰다이라 시게나오) |

|  | 후쿠치야마번 번주 (셋쓰 아리마가) 1600년 ~ 1620년 | 후임 후시미 봉행 관할 (오카베 나가모리) |

|  | 제1대 구루메번 번주 (셋쓰 아리마가) 1620년 ~ 1642년 | 후임 아리마 다다요리 |